# Mikkel Lentz
Mikkel Lentz (sinh ngày 20 tháng 12 năm 1968) là tay chơi ghi-ta cho ban nhạc MLTR. Anh ta còn là co-producer cho nhiều bài hát cùng với những thành viên khác.
Anh chưa từng được ghi nhận là người hát nền cho album nào, song anh luôn là người hát nền khi ban nhạc tổ chức live show.
Ngoài ra, anh còn soạn nhạc và viết lời cho bài Tell It To Your Heart, phụ trách máy cho Angel Night, Blue Night, Digging Your Love, Eternal Flame v.v...; chơi đàn Omnichord, đánh máy cho album credit: Nothing to lose (cùng Søren Madsen), Played on Pepper, Blue Night.